# Светско првенство у атлетици у дворани 2022 — 3.000 метара за жене
Трка на 3.000 метара у женској конкуренцији на 18. Светском првенству у атлетици у дворани 2022. одржано је 18. марта у Београдској арени (из спонзорских разлога позната и као Штарк арена, раније Комбанк арена) у Београду (Србија).
Титулу освојену у Бирмингему 2018. није бранила Гензебе Дибаба из Етиопије.

## Земље учеснице
Учествовало је 20 такмичарки из 14 земаља.
| 1. Албанија (1) 2. Аустралија (2) 3. Боливија (1) 4. Еритреја (1) 5. Етиопија (3) 6. Израел (1) 7. Канада (2) | 1. Кенија (2) 2. Мексико (1) 3. Немачка (1) 4. САД (2) 5. Уједињено Краљевство (1) 6. Шведска (1) 7. Шпанија (1) |

## Освајачи медаља
| Освајачи медаља |                         |               |  |  |  |  |
|                 |                         |               |  |  |  |  |
|                 |                         |               |  |  |  |  |
|                 |                         |               |  |  |  |  |
| Лемлем Хаилу    | Elle Purrier St. Pierre | Еџгајеху Таје |  |  |  |  |
| Етиопија        | САД                     | Етиопија      |  |  |  |  |

## Рекорди пре почетка Светског првенства 2022.
Рекорди у трци на 3.000 метара за жене пре почетка светског првенства 18. марта 2022. године:
| Рекорди пре почетка Светског првенства 2022. | Рекорди пре почетка Светског првенства 2022. | Рекорди пре почетка Светског првенства 2022. | Рекорди пре почетка Светског првенства 2022. | Рекорди пре почетка Светског првенства 2022. | Рекорди пре почетка Светског првенства 2022. |
| -------------------------------------------- | -------------------------------------------- | -------------------------------------------- | -------------------------------------------- | -------------------------------------------- | -------------------------------------------- |
| Светски рекорд                               | Гензебе Дибаба                               | Етиопија                                     | 8:16,60                                      | Стокхолм, Шведска                            | 6. фебруар 2014.                             |
| Рекорд светских првенстава                   | Ели ван Хулст                                | Холандија                                    | 8:33,82                                      | Будимпешта, Мађарска                         | 4. март 1989.                                |
| Најбољи резултат сезоне                      | Давит Сејаум                                 | Етиопија                                     | 8:23,24                                      | Лијевен, Француска                           | 17. фебруар 2022.                            |
| Афрички рекорд                               | Гензебе Дибаба                               | Етиопија                                     | 8:16,60                                      | Стокхолм, Шведска                            | 6. фебруар 2014.                             |
| Азијски рекорд                               | Винфред Мутиле Јави                          | Бахреин                                      | 8:39,64                                      | Val-de-Reuil, Француска                      | 14. фебруар 2020.                            |
| Северноамерички рекорд                       | Karissa Schweizer                            | Сједињене Државе                             | 8:25,70                                      | Бостон, Сједињене Државе                     | 27. фебруар 2020.                            |
| Јужноамерички рекорд                         | Хоселин Даниели Бреа                         | Венецуела                                    | 9:04,67                                      | Сабадељ, Шпанија                             | 8. фебруар 2022.                             |
| Европски рекорд                              | Лора Мјур                                    | Велика Британија                             | 8:26,41                                      | Карлсруе, Немачка                            | 4. фебруар 2017.                             |
| Океанијски рекорд                            | Кимберли Смит                                | Нови Зеланд                                  | 8,38,14                                      | Бостон, Сједињене Државе                     | 27. јануар 2007.                             |

### Најбољи резултати у 2022. години
Десет најбољих атлетичарки на 3.000 метара у дворани пре почетка првенства (18. марта 2022) имале су следећи пласман.
| 1.  | Давит Сејаум             | Етиопија         | 8:23,24 | 17. фебруар |
| 2.  | Еџгајеху Таје            | Етиопија         | 8:26,77 | 17. фебруар |
| 3.  | Алиша Монсон             | Сједињене Државе | 8:31,62 | 3. фебруар  |
| 4.  | Weini Kelati Frezghi     | Сједињене Државе | 8:33,72 | 29. јануар  |
| 5.  | Габријела Дебуес-Стафорд | Канада           | 8:33,92 | 6. фебруар  |
| 6.  | Мекидес Абебе            | Етиопија         | 8:36,31 | 6. фебруар  |
| 7.  | Josette Norris           | Сједињене Државе | 8:37,91 | 6. фебруар  |
| 8.  | Фанту Ворку              | Етиопија         | 8:38,15 | 17. фебруар |
| 9.  | Констанце Клостерхалфен  | Немачка          | 8:39,36 | 15. јануар  |
| 10. | Џесика Хал               | Аустралија       | 8:39,79 | 15. јануар  |

Такмичарке чија су имена подебљана учествовале су на СП 2022.

## Квалификационе норме
| Дворана | Отворено                   |
| ------- | -------------------------- |
| 8:49,00 | 8:30,00 (14:50,00 5.000 м) |

## Сатница
| Датум          | Време | Ниво   |
| -------------- | ----- | ------ |
| 18. март 2022. | 20:25 | Финале |

## Резултати

### Финале
Финале је одржано 18. марта 2022. у 20:25.,
| Место | Атлетичарка              | Земља                | ЛР        | ЛРС      | Резултат | Белешка |
| ----- | ------------------------ | -------------------- | --------- | -------- | -------- | ------- |
|       | Лемлем Хаилу             | Етиопија             | 8:29,28   |          | 8:41,82  | ЛРС     |
|       | Elle Purrier St. Pierre  | САД                  | 8:36,41   | 8:41,53  | 8:42,04  |         |
|       | Еџгајеху Таје            | Етиопија             | 8:19,52 о | 8:26,77  | 8:42,23  |         |
| 4.    | Габријела Дебуес-Стафорд | Канада               | 8:33,92   | 8:33,92  | 8:42,89  |         |
| 5.    | Давит Сејаум             | Етиопија             | 8:23,24   | 8:23,24  | 8:44,55  |         |
| 6.    | Џесика Хал               | Аустралија           | 8:36,03 о | 8:39,79  | 8:44,97  |         |
| 7.    | Алиша Монсон             | САД                  | 8:31,62   | 8:31,62  | 8:46,39  |         |
| 8.    | Рејчел Данијел           | Еритреја             | 9:46,33 о |          | 8:46,53  | НР, ЛР  |
| 9.    | Лаура Галван             | Мексико              | 8:42,29   | 8:42,29  | 8:46,65  |         |
| 10.   | Беатрис Чебет            | Кенија               | 8:27,49 о | 8:41,92  | 8:47,50  |         |
| 11.   | Хана Клајн               | Немачка              | 8:44,61   | 8:44,61  | 8:48,73  |         |
| 12.   | Селамавит Тефери         | Израел               | 8:48,11   | 8:48,11  | 8:50,91  |         |
| 13.   | Љуиза Гега               | Албанија             | 8:44,46   | 8:47,53  | 8:50,91  |         |
| 14.   | Едина Јебиток            | Кенија               | 8:45,46   | 8:45,46  | 8:53,25  |         |
| 15.   | Ејми-Елоиз Марковц       | Уједињено Краљевство | 8:44,15   | 8:44,15  | 8:53,57  |         |
| 16.   | Марта Перез              | Шпанија              | 8:44,40   | 8:44,40  | 8:57,81  |         |
| 17.   | Мераф Бахта              | Шведска              | 8:37,50 о | 8:55,75  | 8:58,68  |         |
| 18.   | Џули-Ен Стели            | Канада               | 8:43,55   | 8:43,55  | 8:58,73  |         |
| 19.   | Лорен Рајан              | Аустралија           | 8:47,88   | 8:47,88  | 9:13,93  |         |
| 20.   | Jhoselyn Camargo Aliaga  | Боливија             | 9:44,10   | 10:00,20 | 9:28,98  | НР, ЛР  |

### Пролазна времена
| Дистанца | Атлетичарка   | Земља      | Време   |
| -------- | ------------- | ---------- | ------- |
| 1.000 м  | Давит Сејаум  | Етиопија   | 3:03,31 |
| 2.000 м  | Еџгајеху Таје | Етиопија   | 5:59,09 |
| 2.000 м  | Мераф Бахта   | Шведска    | 5:59,09 |
| 2.000 м  | Марта Перез   | Шпанија    | 5:59,09 |
| 2.000 м  | Лорен Рајан   | Аустралија | 5:59,09 |